# Camicie verdi - Bruciare il tricolore
Camicie verdi - Bruciare il tricolore è un film documentario del 2006 di Claudio Lazzaro sul movimento politico della Lega Nord.

## Contenuti
Costruito come un viaggio all'interno della Lega Nord nella sua fase iniziale, eversiva e xenofoba, il documentario mette a fuoco le problematiche che più stanno a cuore al popolo verde, dalla devolution all'immigrazione, con filmati di archivio e dichiarazioni dei leader del partito padano, come Mario Borghezio, Franco Rocchetta e Giancarlo Gentilini.

Mario Borghezio in un'immagine presa dal film

Roberto Calderoli viene intervistato dopo la strage di Bengasi, quando undici libici furono massacrati dalla polizia mentre protestavano contro di lui, davanti al consolato italiano, dopo che aveva esibito in televisione (allora era ministro della Repubblica) le vignette anti-Islam stampate sulla sua t-shirt.
Tra gli intervistati c'è anche Corinto Marchini, ex senatore e primo capo storico delle Camicie Verdi, accusato dalla procura di Verona di aver costituito, assieme a Umberto Bossi e agli altri capi della Lega, una vera e propria organizzazione paramilitare.
Marchini rivela alcuni retroscena del primo periodo di espansione del leghismo, durante il quale il movimento, pur in crescita, non trovava spazio nei media ed aveva quindi bisogno di eventi eclatanti che ne amplificassero la visibilità.
Nel documentario Marchini dichiara che avrebbe ricevuto una telefonata da Umberto Bossi che gli avrebbe detto: «le Camicie verdi devono essere pronte a sparare ai Carabinieri». Inoltre, sempre secondo quanto afferma Marchini nell'intervista, ci sarebbe stato un complotto interno alla Lega per uccidere Borghezio, allo scopo di farne un martire e sfruttare, nella scalata al potere, i benefici a livello mediatico che ne sarebbero derivati.
Sono presenti anche testimonianze dirette di semplici simpatizzanti e dirigenti locali girate in luoghi di ritrovo del partito e durante manifestazioni.

## Distribuzione

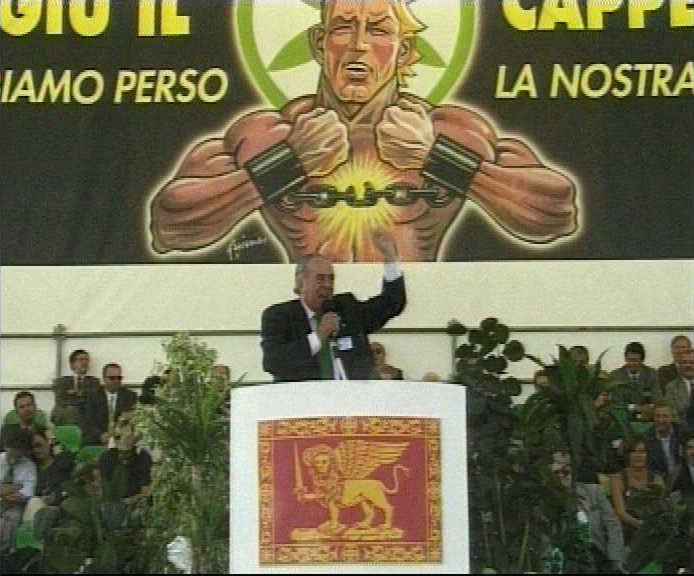
Comizio di Giancarlo Gentilini sindaco di Treviso

Realizzato con l'aiuto del produttore Carlo Degli Esposti e distribuito inizialmente dalla Mikado di Roberto Cicutto, il film esce quando la Lega era nel governo Berlusconi, due mesi prima del voto referendario sulla c.d. devolution (referendum costituzionale del 2006).
Camicie verdi viene proiettato su tutto il territorio. I sostenitori del No alla devolution lo usano per animare il dibattito. Il 26 giugno 2006 il 61,29% dei votanti si esprime in favore del No.
Quello stesso anno, al Festival di Locarno, Camicie verdi riceve il Premio della critica indipendente come "Film civilmente più significativo".
In edicola esce come allegato al quotidiano l'Unità. Il canale satellitare Rai Sat Cinema lo manda in onda in prima serata. Anche Current TV, della piattaforma Sky, lo programma più volte. Quando la Lega Nord da partito di governo ritorna partito di opposizione, la rete generalista LA7 lo inserisce in palinsesto.